# The Particular Cowboys
The Particular Cowboys è un cortometraggio muto del 1914, diretto e prodotto da Arthur Hotaling con Oliver Hardy. Fu presentato il 26 maggio 1914.

## Trama
Al ranch, Jake assume un nuovo cuoco ma i cowboy si lamentano della pessima qualità del cibo,

## Produzione
Il film fu prodotto dalla Lubin Manufacturing Company.

## Distribuzione
Distribuito dalla General Film Company, il film - un cortometraggio della lunghezza di 120 metri - uscì nelle sale cinematografiche USA il 26 maggio 1914. Nelle proiezioni, veniva programmato con il sistema dello split reel, accorpato in un'unica bobina con un altro cortometraggio prodotto dalla Lubin, la commedia For Two Pins.